# Helicia pyrrhobotrya
Helicia pyrrhobotrya är en tvåhjärtbladig växtart som beskrevs av Wilhelm Sulpiz Kurz. Helicia pyrrhobotrya ingår i släktet Helicia och familjen Proteaceae. Inga underarter finns listade i Catalogue of Life.